# SICK'S 〜内閣情報調査室特務事項専従係事件簿〜
『SICK'S〜内閣情報調査室特務事項専従係事件簿〜』（シックス～ないかくじょうほうちょうさしつとくむじこうせんじゅうがかりじけんぼ～）は、2018年よりParaviにて配信されているインターネットテレビドラマのシリーズ。
TBSテレビで放送されたテレビドラマシリーズ『ケイゾク』『SPEC〜警視庁公安部公安第五課 未詳事件特別対策係事件簿〜』に続く新シリーズであり、「SPECサーガ完結篇」と銘打たれている。

## 概要
作品世界内でSPEC（スペック）と呼ばれる超能力を持つ人物・SPEC HOLDER（スペックホルダー）をめぐる事件を追う、内閣情報調査室に設置されたSPEC HOLDER対策の特務事項専従係、通称「特務（トクム）」を舞台に、そのメンバーの活躍を描く。入院中の御厨のベッドプレートから2017年が舞台となっていることがわかる。
三部作あるいはさらにシリーズ化を予定しており、序章・「序破急」の「序」にあたる「恕乃抄」はParaviのオリジナル企画第1弾として制作され、2018年4月1日から8月11日にかけて配信された。
「破」にあたる第2弾「覇乃抄」は2019年3月23日（22日深夜）から5月18日（17日深夜）にかけて配信された。「急」にあたる第3弾「厩乃抄」は2019年9月15日（14日深夜）から11月9日（8日深夜）まで配信された。植田のインタビューによると、今後も10、11と続けていきたい意向を示している。
Twitter上では本作品登場人物のアカウントを開設し、配信や関連番組とSNSとの連動を図っている。

## あらすじ
突如として爆炎に包まれる東京の街。そしてその中で巻き起こる御厨静琉と一一十、2人のSPECホルダーの戦い。
その数か月前、総理大臣・入江慎吾の特命を受けた自衛隊の特殊部隊がSPEC HOLDERの捕獲に乗り出し、警視庁公安部内では内部情報を他国へ漏洩させている裏切り者の捜索を開始していた。捜査を担当する公安メンバーの一人・高座宏世が裏切り者を追い詰めるものの、その男は突然刺殺されてしまう。犯人を確保出来なかった責任と、また殺害の容疑者として槍玉に挙げられた彼は公安退職を余儀なくされる。
その後、野々村光次郎と名乗る老人の誘いで高座は内閣情報調査室特務事項専従係（トクム）へスカウトされ、かつて野々村の兄が捜査を続けていた「シンプルプラン」絡みの案件で、内調メンバーと高座の公安時代の先輩である板谷啓が拉致された事件の調査にあたる。野々村はトクムのキーマンである御厨との調査を進言し、2人は行動を共にすることとなる。
様々な思惑を抱えた敵と対峙する中で、戦いは「HOLIC（ホリック）」という謎の存在をめぐる争奪戦へと発展。そしてHOLICの正体を知る囚人・玄野冥府が誘拐される事件が発生。トクムは近藤昭男率いる捜査一課弐係と警視総監・柴田純の力を借り、更なる戦いの渦へ飛び込んでいく。

## 登場人物
読み仮名は公式サイトおよび出典に基づく。

### 内閣情報調査室特務事項専従係
御厨 静琉（みくりや しずる）
演 - 木村文乃
内閣府・内閣情報調査室特務事項専従係（トクム）係員。1988年12月25日生まれの29歳で、宮城県気仙沼市八日町出身。IQ230、ハーバード大学卒業。右目は常に鮫革の眼帯で覆われている。
変人かつ非常に短気で口が悪く、感情が高ぶると気仙沼弁が飛び出す。また、推理を行う際には自ら調理したたい焼き・たこ焼き・五平餅・みたらし団子といった大量のジャンクフードを摂取したり、数枚の真っ白な皿に謎を解くための要素となるキーワードをマジックペンで書き部屋の隅に投げつけ粉砕する。謎が解けると「ごっつぁんです」と呟く。
自らもまたSPEC HOLDERであり、空気を自在に操るSPEC「AIR」を持つ。SPECが発動すると眼帯の下の右目が赤く変色、別の人格が覚醒し暴走を伴うことから精神病棟へ隔離されていたが、内調メンバー拉致事件をきっかけに、表向きは転院として現場へ復帰する。第拾壱話でスキルス性胃癌を患い余命3ヶ月と診断され、拳銃自殺を図ろうとしたりするなど半ば自暴自棄に陥るが、高座たちの説得で思い止まる。
SPECの存在が公になることで世界の秩序が崩壊することを危惧しており、頻繁に入退院を繰り返すほど体調は思わしくないながらも、SPEC HOLDERをめぐる戦乱を阻止するため自らの体に鞭を打ちながらトクムとしての任務に赴く。これについて野々村からその意思の支えとなっているものは何かと問われた際、かつてある女性から贈られた「大きな歴史はたった一人の人間の覚悟から始まる」という言葉だと語っている。
高座 宏世（たかくら ひろよ）
演 - 松田翔太
警視庁公安部内部調査室に所属していたが、警視庁内の情報漏洩を調査中に犯人が不審死した責任を問われたことから、公安を自己都合退職。その後謎のギャングに襲われていたところを野々村に助けられ、トクムへ転職する。日本大学文理学部卒業で、同大のワンダーフォーゲル部出身。板谷とはワンゲル部からの先輩後輩の仲。
態度の悪い御厨に対してはあまり良い印象を持っていなかったが、自らのSPECに思い悩みながら途方もない脅威に立ち向かおうとする彼女に共鳴し、共に戦うことを決意する。
「国家維新日本公務員青年共闘会議」の同志、つまり長谷部の内通者だったが、厩乃抄終盤でトクム側を選び、Z印&特殊工作隊のトクム襲撃を回避した。
野々村 光次郎（ののむら こうじろう）
演 - 竜雷太
トクム係長。かつて警視庁捜査一課弐係や公安第五課未詳事件特別対策係の係長を歴任した故・野々村光太郎の双子の弟。兄と同様柿ピー好きなほか、カブトムシの飼育が趣味で、トクムの執務エリア内には大量のカブトムシを飼っている。
諜報組織にあたる内調のイメージに違わず、公文書偽造や関係者を金で買収するなどの裏工作を平然と行うしたたかさも持ち合わせているが、それらの行動の裏には御厨の志への共感も隠されている。
プライベートでも兄と同様に妻と同じ名を持つ雅と不倫しており、弁護士を巻き込む泥沼の事態に発展しかけている。
（登戸研究所にルーツを持つ）「Z印」に所属していた時期に敵国内通者の罠で部下たちを失ったことから、「部下殺し」の汚名を背負って生きている。
雅（みやび）
演 - 小林万里子
内閣情報調査室総務部案内係。トクムへの来客を紹介するのは彼女の仕事。バレエの心得がある。野々村曰く、52代目の「雅ちゃん」。
野々村とは不倫相手でもあり、彼を手に入れるためなら現妻との全面対決も辞さない勇猛果敢さを持つ。

### 警視庁
板谷 啓（いたたに ひらく）
演 - 眞島秀和
警視庁公安部内部調査室所属。高座の大学時代からの先輩。
ある事件の捜査中にチンピラと対峙した際、彼のSPECによりアジアの某超大国へ拉致されるが、トクムの活躍で救出される。
しかし、監禁経験者にはトラウマや洗脳された可能性があるという慣例により、事件後は鮫洲の運転免許試験場へ左遷され、その後間もなく陳の命を受けた中道により殺害される。
近藤 昭男（こんどう あきお）
演 - 徳井優
第伍話から登場。警視庁捜査一課弐係の現係長。
トクムから送られたレポートを柴田に手渡し、警察としても然るべき対応をするべきだと求める。
玄野冥府誘拐事件では、部下の加須・九頭・備市を率いてトクムに捜査協力を願い出る。
柴田 純（しばた じゅん）
警視総監。新人時代は捜査一課弐係で近藤や野々村光太郎らに刑事のいろはを学んだ。
SPEC HOLDERやHOLICを巡る戦いを長きにわたって観察しており、一十からも「この世界の動きをリアルタイムで監視する女」と称されている。
第伍話・第六話で近藤に促され、自らも表舞台へ躍り出すこととなり、第拾参話ではHOLICに関する捜査資料をトクムに提供するが、第拾伍話にて「Z印」をトクムに壊滅させられたことに対する「天誅」として、一十（コピー）と結託した長谷部の"信者"に殺害される。

### SPEC HOLDER
一 一十（にのまえ いと）
演 - 黒島結菜
時を止めるほか、指定した対象の運命を巻き戻す「リバース」のSPECを持つ少女。
SPEC以外にも、瞬間移動や鼻をつまんだだけで大気圏外へ飛び出すことが出来るなど、常人ならざる能力を複数持ち合わせている。
SPECによるさらなる進化を渇望する人類を「病気」だと揶揄している。御厨がSPECを発動した際に必ず現れ、彼女が奪っていった命を自らのSPECで修復しているほか、ある国が開発した「SPEC覚醒剤」を用いて、御厨をはじめ様々なSPEC HOLDERを人為的に生み出している。正体は黒いセーラー服を身にまとっている一十はアジアの某超大国が作り出したコピーで、白いセーラー服を身にまとっている一十がオリジナル。少女の体はダルマ（ホリック）の手足の役割を果たしているにすぎず、ダルマがダメージを受けて破壊されるとマネキンの人形になってしまう。
チンピラ
演 - 池田大
鹿児島県出身。口から吐き出す凝固性の液体で相手の動きを封じる「桜島溶岩の術」を持つ。
アジアの某超大国側につく工作員であり、第壱話で調査に向かった御厨と高座を襲撃するが返り討ちに遭い、さらにそこへ乱入してきた玉森によって寿命を全て食べられ絶命する。
玉森 敏子（たまもり としこ）
演 - 若村麻由美
王冠を被せた相手の寿命を「寿命チップス」と呼ばれる海老煎餅に変換（1年につき1枚）し、それを捕食するSPEC「玉森美容外科」を持つ美魔女。SPECを行使する目的は年老いた夫（演 - 品川徹）の延命であるが、当の本人からはその想いを拒否され続けている。
そのSPECでチンピラの残り寿命を全て食べ尽くしたほか、高座や古暮の寿命も著しく縮めている。SPEC HOLDERを迫害する日本政府に憤りを見せており、某超大国側に付くのは正当防衛だと語っている。
本拠地である大使館では高座や板谷の監視を行っていたが、御厨の作戦でボヤ騒ぎが起こるとブブゼラビキニーズの行動に乗じて逃走。一時的に自由の身となり、夫に自身の行動を理解してもらえず悩んでいる中でふと訪れたインナープラネッツの教えに心酔。積極的に寄進をするようになっていくが、それを快く思わない陳からは「二度と関わるな」と釘を刺される。
しかしその後もインナープラネッツと某超大国の2拠点を行き来し、第伍話で仲間のSPEC HOLDERと共に野々村を誘拐、トクムへ宣戦布告を図る。戦いの末トクムの3人に追い詰められるも、突然現れた自衛隊特殊工作隊に一方的に射殺され、時を同じくして病床の夫も息を引き取った。
ブブゼラビキニーズ
演 - 上野パンダ島ビキニーズ
ブブゼラリーマンズと同様の能力を持つ、水着ギャル軍団。
玉森らと同じく某超大国に雇われていたが、高座・板谷救出作戦のどさくさに紛れてハワイへ逃走する。
中道 甲子雄（なかみち かしお）
演 - 岡田義徳
他人の顔を完全に模倣するSPECを持つモノマネ芸人。1976年5月19日生まれの41歳。芸名は「ササミフライ」。
某超大国大使館から逃亡した玉森たちの代わりとして、陳によってヘッドハンティングされる。契約金として提示された500万円の現金に釣られ、板谷の顔を模倣して警視庁に潜入し公安の機密データを盗みだしたほか、本物の板谷に罪を擦り付けて殺害。第二の任務としてトクムの全滅を命ぜられ、最初の標的として御厨と対決するも、暴走した彼女が妻の琴美を襲い、それを庇う形で命を落とす。
しかし、そこに現れた一十が時間を巻き戻したことで蘇生、「二度とSPECを使わない」という条件付きで助けられ琴美と共にどこかへ去って行った。
結界男
演 - ZYUN.
玉森らと共に野々村を拉致したSPEC HOLDER。iPhoneの着信メロディに合わせて般若心経の一説を唱えることで、ドーム型の結界を張るSPECを持つ。野々村の救出に現れた御厨と高座から他の仲間共々逃走しようとした矢先、待ち伏せていた自衛隊特殊工作隊に殺害される。
SPECホルダーA
演 - ゆってぃ
玉森らと共に野々村を拉致したSPEC HOLDER。何の活躍もないまま、結界男らと同様に殺害される。
埴生 庵太（はぶ いおた）
演 - 池田鉄洋
「イレイサーヘッド」と呼ばれる、現実の物体を巨大な消しゴムで消し去るSPECを持つ男。
SPECを駆使して巣鴨刑務所へ侵入、ある目的から玄野を誘拐する。
SPEC発動前と使用時には「キュッキュッキュッ キュッキュッキュッ 消しゴム キュッキュッキュッ」と唱える。
皐月 翔（さつき しょう）
演 - 六角慎司
風貌は典型的なアキバ系オタクだが、一十から自分の受けたダメージを相手にも反映させる「ハンムラビ」なるSPECを与えられている男。本名は内山 正博（うちやま まさひろ）。
どこの国にも組織にも属さないフリーランスを自称し、依頼人のオーダーに従ってSPEC HOLDER狩りを働いている。
保母保母 波留子（ほぼほぼ はるこ）
演 - 冨樫真
使った金銭を即座に取り戻す「キャッシュバック」のSPECを持つ、割烹着姿が特徴の女性。なぜか謎の細胞の話をしきりに持ち出す。
飲食店で事実上の食い逃げを働いたところを皐月に見られ、彼とトクムの戦いに巻き込まれるも、最後は突如現れた埴生に文字通り「消されて」しまった。
野村 舞子（のむら まいこ）
演 - 窪田優
杖を持ち、サングラスをかけた女性。インナープラネッツの信者で、「地獄耳」のSPECを使いトクムの会話を盗聴し、帝法に伝える役割を担っている。
来田 為右衛門（らいでん ためえもん）
演 - 温水洋一
狙った場所へ雷を落とす「サンダーブレイク」のSPECを持つ中年男性。星慧と共に帝法を撃退したSPEC HOLDER。
かつての仲間だった狩野が帝法に復讐されたと知り、敵討ちのためにトクムと手を組む。得意のSPECで帝法を再び追い詰めるが、彼女が差し向けた埴生から御厨と高座を庇い消去された。
牟多口 計（むだぐち ばかり）
演 - 船津稜雅
息を止めている間だけ、周囲のSPECを無効化する能力「KILL SWITCH」を持つスカジャン姿の青年。
ナンシー
演 - Simone
第拾伍話に登場。Z印との決戦に挑むトクムと捜査壱課を手助けするため、当麻紗綾と共に無間地獄から一時的に現世へ舞い戻る。

### 政府関係者
入江 慎吾（いりえ しんご）
演 - 宅麻伸（友情出演）
内閣総理大臣。総理執務室内にはなぜか群馬県関連グッズが溢れている。
最高国家機密とされているHOLICに対し、「悪用されれば世界は破滅する」と評している。
長谷部 国重（はせべ くにしげ）
演 - 波岡一喜
入江総理付第一秘書官。
SPECに対しては表向きでは知らぬ存ぜぬといった態度を見せているが、裏では若手官僚を中心とした秘密結社「国家維新日本公務員青年共闘会議」を主宰し、HOLICによるアメリカからの「真の独立」を目指して暗躍する。
「秘書」と呼ばれることを内心嫌っており、発言した相手が去ったり、電話を切った後に「秘書官だ」と独り言を言う。
一十に総理を消滅させ、政府を意のままに操ろうと企み、邪魔をするトクムの御厨と野々村をZ印と自衛隊の手によって消そうとするが、かつての同志だった高座に裏切られ激昂。行動が荒々しくなる。
最終的には一十が御厨の策にやられてマネキンの人形に戻ってしまうと、恐怖のあまり逃走。逃げ出した先で巡査の恰好をした謎の男たちに拘束され闇の中で殺害された。
山城 彩香（やまぎ あやか）
演 - 新川優愛
総理付第二秘書官。
長谷部とは与えられる情報に著しい差があり、単独で最高国家機密の正体に迫ろうと動き出す。
第伍話で長谷部がSPECの存在を知りながら秘匿していることを知り、その事実を入江に報告しようとするが、盗聴に気づいた長谷部に「口封じ」として銃で撃たれ、秀家が事後処理を押し付けられた。
覇乃抄では生存しており、インナープラネッツに潜入していた。
厩乃抄では長谷部の同志だった高座に殺害されたと思われたが、終盤では生存しており、仲間と共にトクムを手助けした。
秀家 岳志（しゅうけ たけし）
演 - 高杉亘
総理大臣の特命を受けて動く自衛隊特殊工作隊の隊長。
不本意ながらもシビリアン・コントロールを遵守し、部下たちの暴走を抑えていたが、百地にだまし討ちを喰らう。
古暮 修（こぐれ おさむ）
演 - 出口高司
内閣情報調査室の室員。板谷同様、アジアの某超大国により拉致・監禁されていたが救出される。
玉森のSPECにより寿命を30歳ほど吸われて老け込んでしまった。その後間もなく陳の命を受けた中道により重傷を負う。
玄野 冥府（くろの くらふ）
演 - 酒向芳
元内調室員だが、「国家転覆に関わる重大な事実を知った」として内乱罪に問われ、無期懲役の判決を受けたため巣鴨刑務所超重罪棟へ収監されている謎の人物。
この「重大な事実」がHOLICであると踏んだ埴生により、独房から誘拐される。
百地 壱波（ももち いちは）
演 - 菅原卓磨
内閣情報調査室 超法規措置実務係（通称「Z印」）の係長。
長谷部には反抗的な言動をとるものの、命令には従っている。
風馬 正太郎（ふうま しょうたろう）
演 - 浜田学
内閣情報調査室 調査官室長。
2年前に閑職から室長に栄転した。長谷部の同志。

### アジアの某超大国
国名は高座が不用意に実名を発する度に自主規制音が被せられるほか、書面や看板はモザイク的処理がかかる。
陳（チン）
演 - 矢野浩二
某超大国大使館に勤める部長。
国のある計画のために様々なSPEC HOLDERを雇い、大使館内に攻撃拠点を築いている。
ローズ
演 - 井上朋子
陳の秘書。彼とは表向きでは上司と部下の関係であるものの、裏ではただならぬ関係を持つ。
SPECに関わるある薬剤の開発に携わっているが、臨床試験は難航していた。
第仇話で一十を仲間に引き入れようとした際、彼女の心を逆なでしてしまい、陳への見せしめとして殺害される。
毛 舜英
演 - 松尾淳一郎
某超大国の工作員。恕乃抄ではチンピラ達をトクムにけしかけた。
覇乃抄ではトクムに拉致され、自白を強要されそうになったところ、皐月に殺害される。

### インナープラネッツ
邑瀬 帝法（むらせ ていほう）
演 - 山口紗弥加
インナープラネッツの貫主。自ら撮影した写真から被写体の心を抜き取り、自由に操る「虜」というSPECを持っている。
地球のために現代文明を破壊し、東京の大地に呼吸をさせることを目標としているが、実際は富や権力を自身のもとに集約し、自らが世界の支配者となることが目的。
虜にした資産家の土地を某超大国に渡す対価としてSPEC HOLDERを得ており、手に入れた埴生らを使い玄野を独房から誘拐しHOLICをも手に入れようとしていた。
第仇話・第拾話では、虜のSPECを応用した戦術「ダンスウィズウルブス」で全信者と弐係の刑事を使いトクムを襲撃、近藤に至っては殺害をも成し遂げるが、「変装した顔では虜にできない」という弱点と、埴生のSPECを利用した御厨の罠にかかり、全ての信者を解放されてしまう。
トクム・弐係・埴生に追い詰められ自分に勝ち目がないことを悟ると、彼らに「私を倒してもこの世界の闇は消えない。朝倉はお前たちの中に存在するからだ!!」と告げ、持っていた小型銃で自ら命を絶ち教団は壊滅した。
大島 優一（おおしま ゆういち）
演 - 佐野史郎
インナープラネッツの副貫主。
かつて教誨師のボランティアを引き受ける聖職者であったが、その仕事に嫌気が差しインナープラネッツへ鞍替えした。
「宗教ビジネスの才覚がある」として、教団の中では唯一帝法の虜にされていない信者でもある。
帝法の右腕として教団の勢力拡大に手を貸していたが、次第にエスカレートしていく彼女の狂気に恐れをなし、第拾話でトクムに内通し、教団本部への侵入を手引きする。
来田も加わったトクムと共に虜にされた信者を解放しようとしたが、帝法が差し向けた埴生によってあと一歩のところで粛清された。

### 医療従事者
大橋 巨峰（おおはし きょほう）
演 - レッド吉田
第壱話、第六話に登場。通称「ブドウ医者」。
西多摩警察病院での御厨の担当医で、野々村が偽造した転院申請書に従い、彼女をトクムへ引き渡す。
那須 茄子（なす なこ）
演 - 広山詞葉
第壱話、第六話に登場。
大橋と共に御厨の保護を担当する看護師。フランス語が話せるほか、腕っ節も強い。男に騙されやすいタイプで及川光博のファン。
『サトリの恋』では当麻病院に勤務しており、星慧のリハビリを担当していた。
『Knockin'on 冷泉's SPEC Door』では丼土病院に患者として入院している。
植田 もも子（うえだ ももこ）
演 - 宇垣美里
第参話、第拾壱話、第拾弐話に登場。聖鳥賊歯科医科大学付属記念病院の内科医で、専門は消化器。通称「ピーチ医者」。
そのあだ名に違わず常日頃から桃を食べているほか、アナウンサーのような一本調子の口調で話す特徴を持つ。突如血を吐いて倒れた御厨の診断を行うも、野々村との取引に応じ診断書を改ざんする。
厩乃抄でも御厨を担当するが、彼女の態度に耐えかねて担当をメロン医者に代わってもらう。
『サトリの恋』では、研修として星慧が通う栃木県立餃子西高校の養護教諭を務めていた。
後述の関連番組ではコーナーMCを担当する。
市郷 甘雄（いちごう あまおう）
演 - 半海一晃
第七話に登場。苺が好物の通称「イチゴ医者」。皐月のSPECにより負傷した御厨と高座を診察するが、セクハラまがいの不用意な発言が多い。

### その他
シャブ中男
演 - ジョニー大蔵大臣
第壱話（高座と板谷の回想）に登場。
日本刀を振り回し、無差別に殺傷行為を行っていた覚醒剤中毒の男。突入した板谷によって脳天に傘を突き刺され死亡。
『サトリの恋』にも登場し、公園でテント生活をしていた。
『Knockin'on 冷泉's SPEC Door』では赤木美里を襲う暴漢として登場し、鈴木俊明（のちの冷泉俊明）がSPECに目覚めるきっかけをつくる。
伊東 雄介（いとう ゆうすけ）
演 - 水野勝
御厨のかつての恋人。
SPECが発動し豹変した彼女に恐れをなして拒絶し、そのまま置き去りにして姿を消す。この出来事が御厨の心に大きく傷を残すこととなった。
第八話では御厨と皐月の戦いを盗撮しマスゴミに売ろうとしたため「Z印」に抹殺されそうになるが、御厨らに保護され、隔離施設「デッドエンド」に収容されることで命だけは救われる（SPECが公にならない限り解放されることはない）。
カブトムシ業者
演 - 哀川翔
野々村のカブトムシ飼育アドバイザーとして、トクムへ出入りしている男。
中道 琴美（なかみち ことみ）
演 - 松本穂香
中道甲子雄の妻。オレンジ色の髪が特徴で、夫のSPECを誰よりも高く評価している。
陳から与えられた危険な仕事で大金を手にし調子に乗る甲子雄に複雑な感情を抱き、彼からもぞんざいな扱いを受けるようになっていくが、SPECを発動し暴走した御厨に命を狙われた際、身を挺して自分を助けた夫の姿に迷いを振り切る。
一十により人生をやり直すチャンスを与えられるとお互いの愛を再確認し、追っ手のつかない場所へ向かってどこかへ走り出した。
どすこい引越しシャトル
演 - どすこいラッパーズ
第四話に登場。今作では2MC1DJの3人体制で登場。
路上ライブを行っていた所に銃撃戦を繰り広げる中道と御厨が乱入し、慌てふためきながらその場から逃げ去る。
謎の覆面女性
演 - 青野楓
第四話に登場。「MOMOM」（逆さにしたWOWOW）のサングラスを付けた謎の女性。トクムに現れ、クロスボウで矢文を撃って立ち去った。
高柳 明音（たかやなぎ あかね）
演 - 本人出演
第七話に登場。SKE48のメンバー。目の前でトクムと皐月の戦いが繰り広げられているにもかかわらず、ペットのインコ飼育のため構わずその場を立ち去る。
元ディーラー・狩野（かのう）
演 - 松永天馬
第拾話に登場。邑瀬の情報をトクムに提供する。
堀　聖人（ほり まさと）
演 - なし
不老不死のSPECを持っている少年。その超人的な力を危険視され日本政府に殺害される。やがて彼の遺体の肉片の一部が『HOLIC』と呼ばれるようになる。

## スタッフ
- 監督 - 堤幸彦、白石達也、稲留武
- プロデュース - 植田博樹
- 原案 - 西荻弓絵
- 音楽 - 小田朋美
- 主題歌 - Alisa「walls」[1]

- エグゼクティブプロデューサー - 田澤保之
- 配信プロデューサー - 山田昌伸、杉原奈美、白畑将一
- 撮影 - 唐沢悟[5]
- 照明 - 宗賢次郎
- 録音 - 松本昇和
- 音響効果 - 伊藤瑞樹
- 美術 - 長谷川功
- 装飾 - 谷田祥紀
- VFXスーパーバイザー - 小坂一順
- VFXディレクター - 白石哲也
- CGディレクター - 木川裕太
- メイク - 小出みさ、長縄真弓（若村麻由美担当）
- 衣装 - 渡辺彩乃
- 編集 - 洲﨑千恵子
- 現場編集 - 似内千晶
- 記録 - 奥平綾子
- 音楽プロデューサー - 茂木英興、剣持学人
- 特殊メイク - JIRO、こまつよしお、浮田剛士
- 操演 - 村石義徳
- ガンエフェクト - 早川光
- 助監督 - 近藤幸子、野土谷麻美、塚田芽来、川島和也
- 制作担当 - 篠宮隆浩
- タイトルバック - 髙橋洋人
- ポスプロディレクター - 大形美佑葵
- 題字 - 中塚翠涛
- 気仙沼弁指導 - 森まどか
- 中国語指導 - 松尾淳一郎
- 鹿児島弁指導 - 安永亜季、久世恭弘
- アクションコーディネーター - 諸鍛冶裕太
- VFX・CG - SPADE&Co.、GiFT inc.、アネックス デジタル株式会社
- 映像提供 - 「劇場版 SPEC 〜結〜 漸ノ篇」製作委員会
- 制作協力 - オフィスクレッシェンド
- 製作著作 - TBS

## 配信
恕乃抄
毎日1分 - 2分ほどのシーンが配信され、約1か月で1話分が完結。全シーンを繋げた完全パッケージはParaviにて月一回ペースで配信されるという編成方針がとられた。スペイン料理「ピンチョス」のように、毎日少しずつ楽しんでもらうというコンセプトから、制作側はこれを「ピンチョス配信」と銘打っている。公式TwitterおよびYouTube上でのピンチョス配信は24時間～1週間程度の視聴期限が設けられている。Paraviではピンチョス配信に加え、毎週「週刊まとめ」として1週間の放送をピンチョス配信でのカットシーンを含めた状態でまとめたものが配信された。
2018年4月1日、6時37分にTwitter上で開始が告知され「第壱話 其ノ一」が配信された。同日は以後順次「其ノ八」までのピンチョス配信と「週刊まとめ」が配信された。以後毎朝6時30分ごろに最新話が配信された。
2019年2月18日には主演2人と堤による音声解説付きの「裏乃抄 〜御厨・高座・堤の裏座談会〜」（全5話）が配信された。
2019年3月19日正午よりTVer、TBS FREE、GYAO!にて「特別濃縮版」が1週間限定で無料配信。毎週火曜日に1話ずつ配信された。
覇乃抄
2019年3月23日午前1:30より第六話（話数カウントは恕乃抄からの続き）が配信開始。第七話（4月6日配信）以降は、隔週土曜（金曜深夜）の午前0時より配信される。第拾話（5月18日配信）までの全5話。
厩乃抄
2019年9月15日午前0時より第拾壱話（話数カウントは覇乃抄からの続き）が配信開始。第拾弐話（9月28日配信）以降は、隔週土曜（金曜深夜）の午前0時より配信される。第拾伍話（11月9日配信）までの全5話。

### 配信日程
| episode | 配信日         | サブタイトル                                   | 監督     |
| 恕乃抄  | 恕乃抄         | 恕乃抄                                         | 恕乃抄   |
| ------- | -------------- | ---------------------------------------------- | -------- |
| 壱      | 2018年 4月29日 | 東京大爆発 この戦いの行方は…                   | 堤幸彦   |
| 弐      | 5月26日        | 美魔女SPECホルダーの狙いとは…                  | 堤幸彦   |
| 参      | 6月6日         | 新興宗教団体がSPECホルダー争奪戦参戦           | 堤幸彦   |
| 四      | 7月6日         | 激突!御厨VS顔を変えるSPECホルダー              | 堤幸彦   |
| 伍      | 8月6日         | ニノマエイトと御厨の謎の関係                   | 堤幸彦   |
| 覇乃抄  |                |                                                |          |
| 六      | 2019年 3月23日 | 某超大国が狙う「HOLIC」の謎                    | 堤幸彦   |
| 七      | 4月6日         | SPECホルダー狩りの皐月ルーペ                   | 堤幸彦   |
| 八      | 4月20日        | SPECを利用しようとする奴等                     | 白石達也 |
| 仇      | 5月4日         | 新興宗教「インナープラネッツ」との戦い         | 稲留武   |
| 拾      | 5月18日        | 最終決戦!心を操る邑瀬帝法を倒せるのか!?        | 堤幸彦   |
| 厩乃抄  |                |                                                |          |
| 拾壱    | 9月15日        | 玄野冥府を巡る攻防                             | 白石達也 |
| 拾弐    | 9月28日        | ニノマエイト破れたり!?現れた新しきSPECホルダー | 稲留武   |
| 拾参    | 10月12日       | 熾烈!謎の物体「HOLIC」争奪戦!                  | 堤幸彦   |
| 拾四    | 10月26日       | 総理秘書官の暴走!トクムに特殊部隊突入!         | 堤幸彦   |
| 拾伍    | 11月9日        | 最後の戦い                                     | 堤幸彦   |

## 放送
恕乃抄
TBSチャンネルでは2018年10月28日より放送された。内容はParaviの「完全版」準拠。
TBSテレビでは2019年3月19日（18日深夜）より各話40分の放送枠に再編集した「特別濃縮版」が5夜連続で放送された。
覇乃抄
TBSテレビでは2019年9月10日（9日深夜）より各話40分の放送枠に再編集した「特別濃縮版」が6夜連続（第拾話は2分割で放送）で放送。

## DVD・Blu-ray Disc
SPECサーガ完結篇『SICK'S 恕乃抄』DVD-BOX・Blu-ray BOX
TCエンタテインメントから2019年3月6日発売。
SPECサーガ完結篇『SICK'S 覇乃抄』DVD-BOX・Blu-ray BOX
TCエンタテインメントから2020年2月7日発売。
SPECサーガ完結篇『SICK'S 厩乃抄』DVD-BOX・Blu-ray BOX
TCエンタテインメントから2020年10月14日発売。

## 関連番組
ピーチ医者 植田もも子のSICK'S大好き!
TBSテレビの深夜通販番組『カイモノラボ』内のコーナー。植田もも子役を演じるTBSアナウンサー・宇垣美里が出演する。Paravi上でも配信されている。
2018年3月より放送されていたが、9月26日（25日深夜）の放送で最終回を迎え、10月2日（1日深夜）からは「ピーチ医者 植田もも子のParavi大好き!!」にリニューアルした。